# Vaudevant
Vaudevant település Franciaországban, Ardèche megyében. Lakosainak száma 218 fő (2022. január 1.). Vaudevant Pailharès, Préaux, Saint-Félicien, Saint-Victor és Satillieu községekkel határos.

## Népesség
A település népessége az elmúlt években az alábbi módon változott:
| Lakosok száma | 254  | 198  | 216  | 209  | 197  | 200  | 205  | 207  | 209  | 218  |
|               | 1968 | 1982 | 1990 | 2006 | 2013 | 2015 | 2017 | 2019 | 2020 | 2022 |